# 香川県道45号高松空港線
香川県道45号高松空港線（かがわけんどう45ごう たかまつくうこうせん）は、香川県高松市を通る県道（主要地方道）である。

## 概要
1989年（平成元年）12月開通。
1994年（平成6年）3月31日までは香川県道275号新高松空港線だった。街路樹景観の良さが評価され、読売新聞社選定の「新・日本街路樹100景」（1994年）のひとつに選定されている。

### 路線データ
- 本線（Google マップ）
- 起点：香川県高松市香南町由佐（高松空港）
- 終点：香川県高松市香南町岡（香南町岡交差点、国道193号交点）
- 総延長：1.939 km

## 歴史
- 1989年（平成元年）12月 - 開通[1]。
- 1993年（平成5年）5月11日 - 建設省から、県道高松空港線が高松空港線として主要地方道に指定される[3]。
- 1994年（平成6年）4月1日 - 香川県道275号新高松空港線から路線名変更。

## 路線状況

### 交通量
交通量
| 平日12時間        | 平日24時間        |
| 2005年度⇒2010年度 | 2005年度⇒2010年度 |
| 5,288台⇒4,999台   | 6,822台⇒6,049台   |

## 地理

### 通過する自治体
- 高松市

### 交差する道路
| 交差する道路             | 交差する場所 | 交差する場所          |
| ------------------------ | ------------ | --------------------- |
| 香川県道44号円座香南線   | 香南町岡     | 奥谷交差点            |
| 国道193号 国道492号 重複 | 香南町岡     | 香南町岡交差点 / 終点 |

### 沿線
- 高松空港
- さぬき空港公園
- 香南アグリーム